# Alice Adams (film, 1923)
Pour les articles homonymes, voir Alice Adams.
Pour plus de détails, voir Fiche technique et Distribution.
Alice Adams est un film américain réalisé par Rowland V. Lee et sorti en 1923. Il est basé d'après un roman de Booth Tarkington paru en 1921, et a fait l'objet d'un remake sonore en 1935.

## Fiche technique
- Réalisation : Rowland V. Lee
- Scénario : d'après le roman Alice Adams de Booth Tarkington
- Producteur : King Vidor
- Photographie : George Barnes
- Distributeur : Associated Exhibitors
- Durée : 6 bobines[1]
- Pays de production :  États-Unis
- Date de sortie :
  - États-Unis : 8 avril 1923

## Distribution
- Florence Vidor : Alice Adams
- Claude Gillingwater : Virgil Adams
- Harold Goodwin : Walter Adorns
- Margaret McWade : Mrs. Adams
- Tom Ricketts : J. A. Lamb
- Margaret Landis : Henrietta Lamb
- Gertrude Astor : Mildred Palmer
- Vernon Steele : Arthur Russell